# Инцидент в Имо

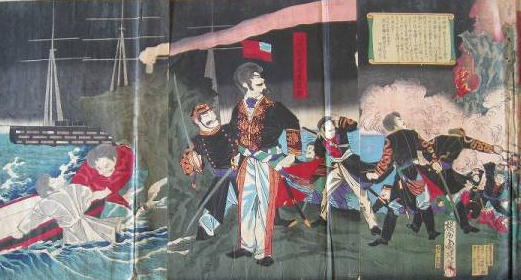
Гравюра Тоёхары Тиканобу с иллюстрацией эпизода восстания в Имо.

Инцидент в Имо (кор. 임오군란, ханча 壬午軍亂) — солдатский бунт в Корее, начавшийся 23 июля 1882 года (9 июня по лунному календарю), во время которого Тэвонгун повторно пришёл к власти.

## Предыстория конфликта
Основной предпосылкой инцидента в Имо послужила политическая борьба между консерваторами, сплотившимися вокруг Тэвонгуна, и фракцией королевы Мин. Клан Мин, который фактически правил страной, выступал за налаживание отношений с Японией и западными державами, что вызывало волнения со стороны оппозиционных группировок. В 1881 году в связи с увеличением антияпонских настроений власть оказала давление на противоборствующие фракции, в том числе на группу, поддерживающую бывшего регента. Вместе с этим в связи с распущенностью администрации королевы Мин происходило постоянное казнокрадство; росло недовольство, вызванное экономическими посягательствами со стороны Японии.
Инцидент в Имо не был первым солдатским бунтом в истории Чосона за вторую половину XIX века: в исторических источниках зафиксированы восстания 1863 и 1877 годов, вызванные проблемами в структуре вооружённых сил. После реформирования военной системы большинство солдат из пяти бывших военных лагерей остались безработными. Более того, военные, которые всё-таки были перераспределены в два новых военных лагеря (Мувиён и Чаноён), считались солдатами старого образца, и с ними обращались хуже, чем с созданной в 1881 году регулярной армией. Вдобавок, солдатам не выплачивалось жалование в течение 13 месяцев, что только подогревало общее недовольство руководителями армии.

## Основные события

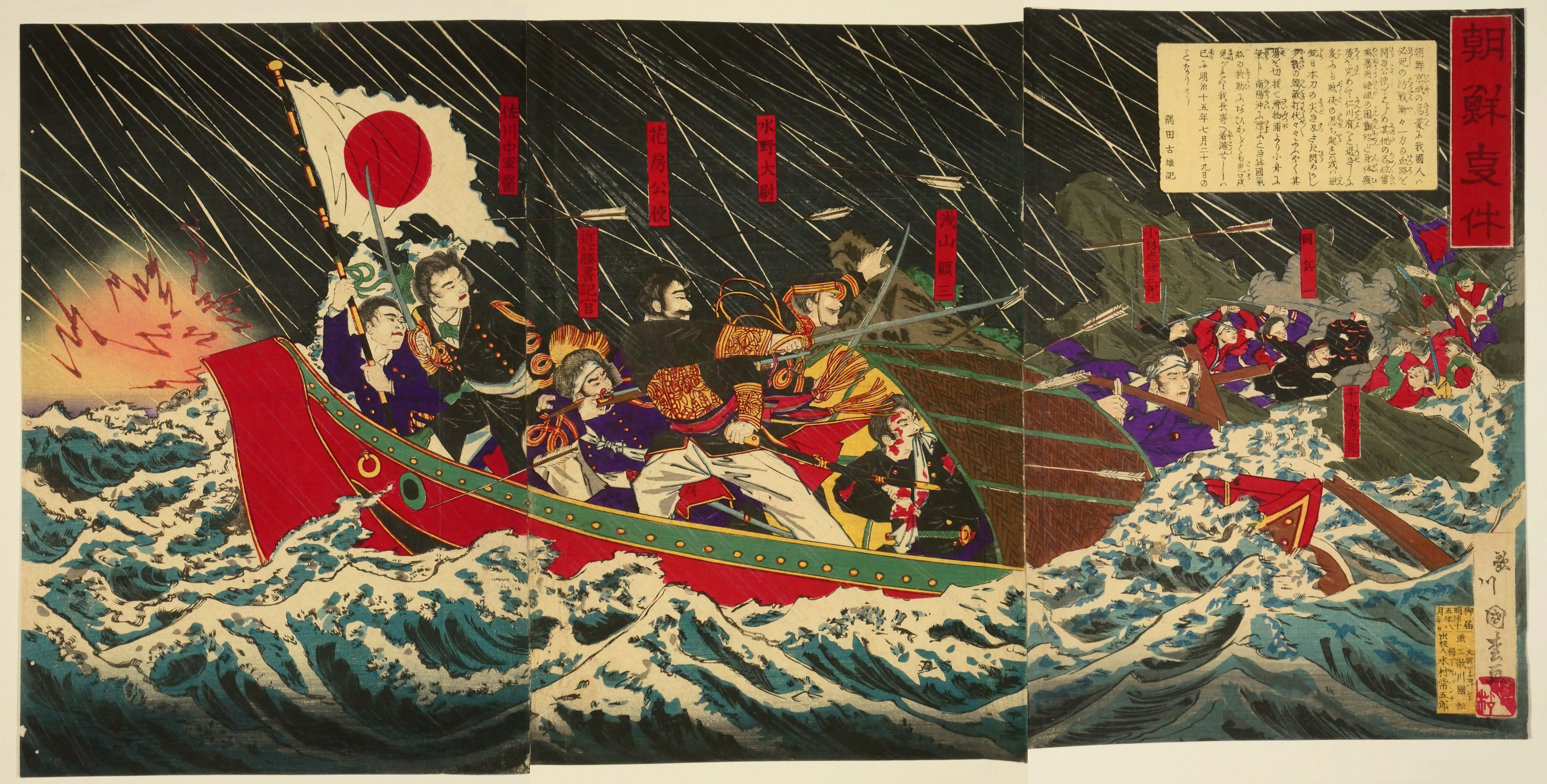
Тоёхара Тиканобу. Бегство японского посольства.

Моментом начала бунта считают конец июля 1882 года, когда солдаты военного лагеря Мувиён впервые за 13 месяцев получили выплаты податным рисом. Однако вместо задержанного на год жалования, они получили запасы всего на месяц. Ситуацию усугубило то, что рис был смешан с песком. Недовольные артиллеристы во главе с Ким Чхунёном и Ю Понманом выступили против начальника лагеря и смотрителя рисового хранилища. Позже к волнениям присоединились и другие солдаты, что вывело бунт на новый уровень. Протесты были подавлены братом королевы Мин, Мин Кёмхо, который руководил королевским двором: лидеры беспорядков сначала были арестованы и подвергнуты жестоким пыткам, а позже казнены. Шокированные новостями, солдаты призвали военных к единству для общего возмездия. Среди руководителей восстания были отец Ким Чхунёна и младший брат Ю Понмана.
23 июля (9 июня по лунному календарю) волнения переросли в солдатский бунт. Фактической организацией и руководством волнений занимался Тэвонгун: он передавал указания через своего сторонника Хоука, переодевшегося в солдата. Вечером того же дня был совершён налёт на японское дипломатическое представительство в Сеуле; японскому послу Ханабусе Ёсимото удалось бежать в Чемульпо (ныне Инчхон). 26 июля Ханабусе был вывезен из Кореи шхуной Британского королевского флота, HMS Flying fish. 29 июля дипломат прибыл в Нагасаки с целью обсудить действия повстанцев с Министерством иностранных дел. После принятия политического решения по чосонскому вопросу министр иностранных дел Иноуэ Каору прибыл в Симоносеки и доставил секретное поручение Ханабусе возглавить войска, направленные для оказания давления на переговорах с правительством Чосона. 24 июля, на следующий день после начала массовых волнений, мятежники вторглись на территорию королевского дворца, убили Мин Кёмхо и нескольких высокопоставленных лиц. Солдаты собирались убить и Королёву Мин, из-за которой во главе страны встал коррумпированный клан Мин, но она в спешке бежала и скрылась в доме Мин Ынсика.
Когда восставшие заняли дворец, Кочжон приказал Тэвонгуну урегулировать создавшееся положение, что помогло бывшему принцу-регенту снова прийти к власти. Первым делом он провёл военную реформу, которая отменила изменения, проведённые в 1881 году, и восстановила старое деление на пять военных лагерей. После этого Тэвонгун провёл изменения в администрации: на основные административные должности были поставлены сторонники Ли Хаына, что ограничило королевскую власть. Однако правление принца было недолгим, оно длилось 33 дня. Основными причинами были разногласия во фракции Тэвонгуна, а также поддержка королевы Мин со стороны Китая и Японии. Особое влияние оказала империя Цин, которая отправила в Корею большое войско и насильно вывезла Тэвонгуна из страны.

## Подавление бунта
12 августа (29 июня по лунному календарю) Ханабуса прибыл в порт Чемульпо, а 16 августа — войско из примерно 1500 солдат. В тот же день с прибытием войска в Чосон Ханабуса встретился с королём Кочжоном и предъявил требования японского правительства, заявив, что ответ должен быть дан в течение трёх дней. В связи с твёрдым отказом со стороны правительства Тэвонгун вернул требования обратно японской стороне, одновременно с этим он связался с династией Цин с просьбой отправить войска в Чосон, как можно скорее, что завело переговоры с Японией в тупик. Империя Цин получила информацию о солдатском бунте от Ли Шучана, посла Империи Цин в Японии. Один из заместителей руководителей Хуайской армии, Чжан Шошэн, отправил корабли Бэйянского флота под командованием адмирала Дин Жучана для подавления мятежа. Дин Жучан и Чжан Шошэн были ключевыми фигурами операции. Чжан Шошэн выступал в роли тактического лидера: он продумал план свержения и вывоза Тэвонгуна из страны, выдвинул утверждение о том, что принц-регент являлся предводителем мятежников; Дин Жучан был главным исполнителем приказов. 10 августа в Чемульпо прибыли Дин Жучан и Ма Цзяньчжун с целью сбора информации о мятеже для дальнейшей высадки имперских войск. 25 августа китайское войско в полном составе высадилось на территории Чосона. На следующий день Ма Цзяньчжун отправился в Чемульпо и там встретился с Ханабусой с целью обсудить продолжение переговоров. 26 августа Ханабуса нанёс ответный визит и сообщил, что чосонское правительство готово продолжить переговоры при условии, что с их стороны будет присутствовать полномочный представитель. В этот же день Ма Цзяньчжун поехал в Сеул и встретился с адмиралами Дин Жучаном и У Чанцином, чтобы обсудить похищение Тэвонгуна. Немного позже Ли Хаын был схвачен, посажен в паланкин, в котором он был доставлен в Масанпхо в провинции Кёнсан-Намдо; после чего оттуда он был перевезён в китайский город Тяньцзинь. Так завершилось повторное правление Тэвонгуна.
27 августа власть снова перешла к королю Кочжону, началась подготовка к переговорам. Последний раунд переговоров проходил с 28-30 августа (15 по 17 июля по лунному календарю). В последний день в Чемульпо был подписан договор, который возвращал власть в руки королевы Мин взамен на официальное подтверждение зависимости Чосона от империи Цин. Бунт был полностью подавлен: 29 августа около 170 зачинщиков мятежа были арестованы, 11 из них позже казнили.